# Дипломатически имунитет
Дипломатически имунитет означава неприкосновеност на личността на дипломатическия агент.
Той се ползва с имунитет по отношение на наказателната юрисдикция на приемащата държава, както и по отношение на гражданската и административната ѝ юрисдикция. Дипломатът не е длъжен да дава показания като свидетел в приемащата страна.
На територията на чужди държави дипломатическите представителства и техният персонал притежават съвкупност от привилегии и имунитети. Тези права и по-малко задължения от обикновените граждани се основават на Виенската конвенция за дипломатическите отношения, Конвенцията за специалните мисии, Конвенцията за привилегиите и имунитетите на Обединените нации от 1946 г., Конвенцията за привилегиите и имунитетите на специализираните учреждения на ООН от 1947 г. и т.н. С особен статут се ползват някои представители в международни организации и в Европейския съюз, където те получават имунитет и от юрисдикцията на изпращащата държава — например в Съвета на министрите на Съвета на Европа и депутатите в Европейския парламент на Европейския съюз.
Имунитетът не важи в случаи на вещни искове за лично имущество на територията на приемащата държава, искове за наследство, искове по професионална и търговска дейност, извършена от лицето, извън правомощията му.
Членовете на семейството на дипломата също се ползват с имунитет, ако не са граждани на приемащата страна.
Имунитетът на дипломата и на членовете на неговото семейство не ги освобождава от юрисдикцията на изпращащата дипломата страна.